# Фолиньяно
Фолиньяно (итал. Folignano) — коммуна в Италии, располагается в регионе Марке, в провинции Асколи-Пичено.
Население составляет 9477 человек (2008 г.), плотность населения составляет 637 чел./км². Занимает площадь 15 км². Почтовый индекс — 63040. Телефонный код — 0736.
Покровителем коммуны почитается святой Ианнуарий, празднование 19 сентября.

## Демография
Динамика населения:

## Администрация коммуны
- Официальный сайт: http://www.comune.folignano.ap.it